# コロンビア海軍

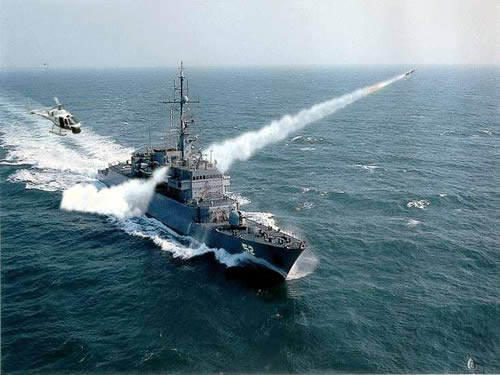
エグゾセ・ミサイルを発射する「カルダス」。

コロンビア共和国海軍（西：Armada Nacional Republica de Colombia：ARC）は、コロンビアの海軍。

## 歴史
スペインからの独立後、1810年9月17日にカルタヘナ最高委員会の命でホセ・マリア・ガルシア・トレドが海軍指揮所を設けた。1822年6月28日に海軍学校が設けられた。1932年にコロンビア・ペルー戦争が勃発、ペルー軍と交戦した。1935年に海軍士官学校が設立された。

## 組織
海軍総司令官（Comandante Armada Nacional）の下、以下の職位・組織がある。2009年時点で現役兵総員34,300人、その内2007年時点で約7,000人が徴集兵。
- 海軍参謀総長（Jefe del Estado Mayor）
- 海軍監察部（Inspectoria General de la Armada）
- 海軍総司令部（Comando Armada Nacional Republica de Colombia）
  - 海軍契約室（Oficina de Contratos de la Armada Nacional）
  - 海事総局（Dirección General Marítimo）
  - SECAR
    - 海軍教育編入本部（Jefatura de Incorporacion y educacion Naval）
    - 計画本部（Jefatura del Plan）
    - 海軍資材本部（Jefatura de Material Naval）
    - 海兵集団（Comando de Infantería de Marina）
- 海軍参謀本部（Jefatura Estado Mayor）
- 海軍経済財務局（Dirección de Economía y Finanzas de la Armada Nacional）
- 海軍人事局（Dirección de Personal de la Armada Nacional）
- 保健局（Dirección de Sanidad）

### 作戦部隊・機関
- カリブ海部隊（Fuerza Naval del Caribe）
- 太平洋部隊（Fuerza Naval del Pacífico）
- 南部部隊（Fuerza Naval del Sur）
- サンアンドレス・プロビデンシア特設群（Comando Específico de San Andrés y Providencia）

### 教育機関
- 海軍大学校（Escuela Superior de Guerra）
- アドミラル・パディーリャ海軍士官学校（Escuela Naval de Cadetes Almirante Padilla）
- バランキヤ・コロンビア共和国海軍下士官学校（Escuela Naval de Suboficiales A.R.C. Barranquilla）
- 海兵隊形成学校（Escuela de Formación de Infantería de Marina）

### 海軍管区
- 第1海軍管区　ボゴタ
- 第2海軍管区　カルタヘナ
- 第3海軍管区　バランキージャ
- 第4海軍管区　コベニャス（Covenas）
- 第5海軍管区　メデジン
- 第6海軍管区　サンティアゴ・デ・カリ
- 第7海軍管区　ブカラマンガ
- 第8海軍管区　ペレイラ
- 第9海軍管区　ククタ
- 第10海軍管区　イバゲ
- 第11海軍管区　トゥニア（Tunia）
- 第12海軍管区　ビラビセンシオ（Villavicencio）
- 第13海軍管区　パスト

### 海軍航空隊
海軍航空群（Comando de Aviación Naval）
人員100名から成る。

### 海兵隊

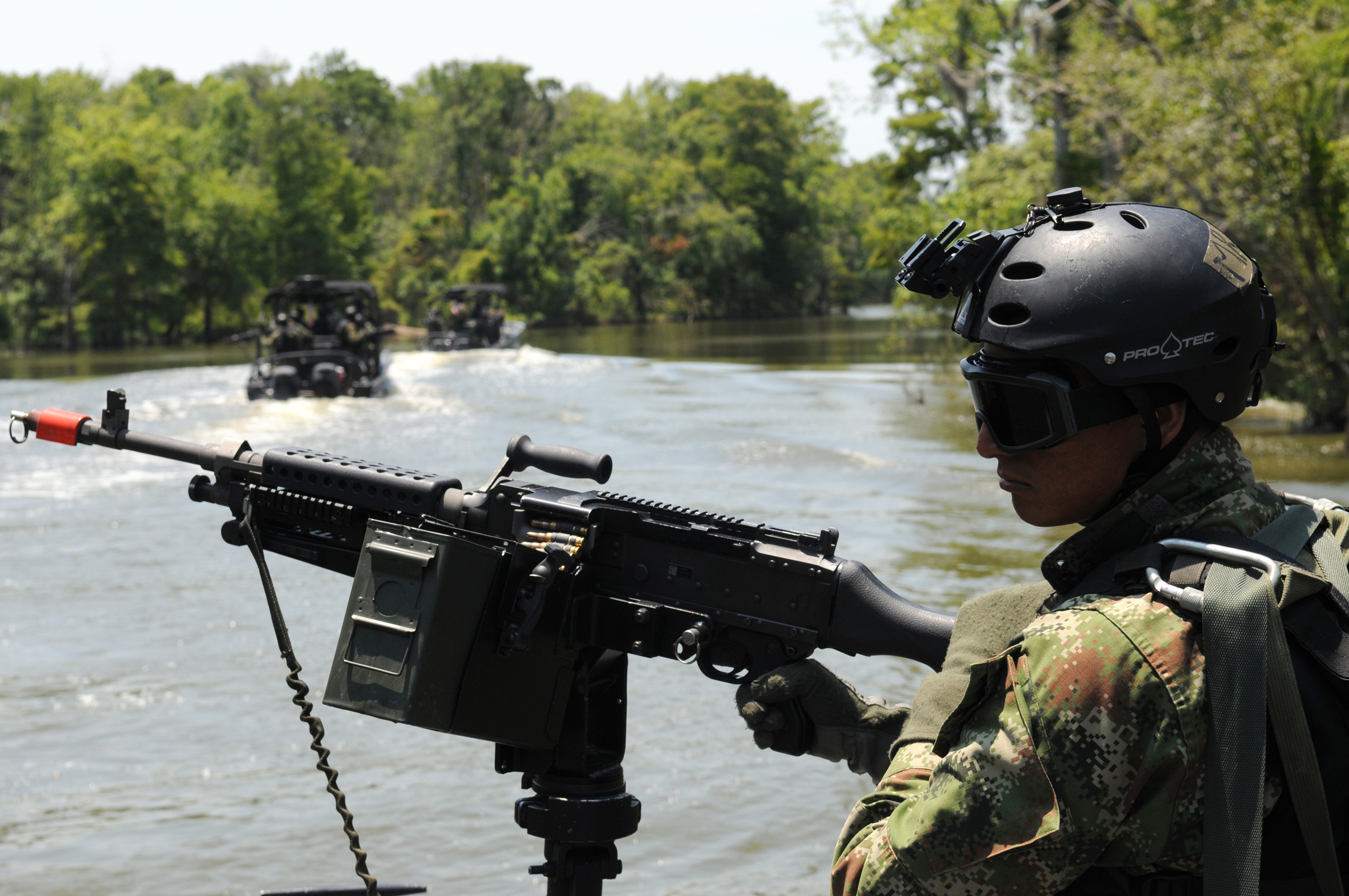
コロンビア海兵隊員。

海兵隊コマンド（Comando de Infantería de Marina）
人員23,000名から成る。
- 第1海兵旅団
  - 第2銃兵大隊
  - 第3銃兵大隊
  - 第4銃兵大隊
  - 第1対ゲリラ戦大隊
  - 第2対ゲリラ戦大隊
  - 第1指揮支援大隊
- 第2海兵旅団
  - 第1河川強襲海兵大隊
  - 第3河川強襲海兵大隊
  - 第4河川強襲海兵大隊
  - 第10河川海兵大隊
  - 第70河川海兵大隊
  - 第80河川海兵大隊
- 第1河川海兵旅団
  - 第20河川海兵大隊
  - 第30河川海兵大隊
  - 第40河川海兵大隊
  - 第50河川海兵大隊
  - 第60河川海兵大隊
- 河川任務群（Grupo de Tarea Fluvial）
  - カクエタ河川任務隊（Unidad de Tarea Fluvial del Caqueta）
  - グアビアーレ河川任務隊（Unidad de Tarea Fluvial del Guaviare）
  - 第2河川強襲海兵大隊

### 沿岸警備隊
沿岸警備隊（Comando de Guardacostas）

## 階級
海兵隊は別系統の階級を採用している。また、士官の場合、かつてのOF-8相当の階級、海軍ではAlmirante de Escuadraが、海兵隊ではTeniente Generalがそれぞれ廃止されたため、NATO階級符号では同ランクとなる他国の階級よりも、それぞれ1ランクずつ上の名前を採用していることに注意が必要である。なお、「Almirante」は、スペイン海軍ではOF-8相当とされているが、コロンビア海軍ではOF-9相当とされている。
| 士官           |                         |          |                      |      |
| 海軍大将       | Almirante               | 海兵大将 | General              | OF-9 |
| 海軍中将       | Vicealmirante           | 海兵中将 | Mayor General        | OF-8 |
| 海軍少将       | Contralmirante          | 海兵少将 | Brigadier General    | OF-7 |
| 海軍大佐       | Capitan de Navio        | 海兵大佐 | Coronel              | OF-6 |
| 海軍中佐       | Capitan de Fragata      | 海兵中佐 | Teniente Coronel     | OF-5 |
| 海軍少佐       | Capitan de Corbeta      | 海兵少佐 | Mayor                | OF-4 |
| 海軍大尉       | Teniente de Navio       | 海兵大尉 | Capitán              | OF-3 |
| 海軍中尉       | Teniente de Fragata     | 海兵中尉 | Teniente Efectivo    | OF-2 |
| 海軍少尉       | Teniente de Corbeta     | 海兵少尉 | Subteniente          | OF-1 |
| 下士官         |                         |          |                      |      |
| 先任技術下士官 | Suboficial Jefe Técnico | 曹長     | Sargento Mayor       | OR-8 |
| 先任下士官     | Suboficial Jefe         | 1等軍曹  | Sargento Primero     | OR-7 |
| 1等下士官      | Suboficial primero      | 2等軍曹  | Sargento Viceprimero | OR-6 |
| 2等下士官      | Suboficial segundo      | 3等軍曹  | Sargento Segundo     | OR-5 |
| 3等下士官      | Suboficial Tercero      | 1等伍長  | Cabo Primero         | OR-4 |
| 兵卒           |                         |          |                      |      |
| 1等水兵        | Marinero Primero        | 2等伍長  | Cabo Segundo         | OR-3 |
| 2等水兵        | Marinero Segundo        | 3等伍長  | Cabo Tercero         | OR-2 |

## 装備

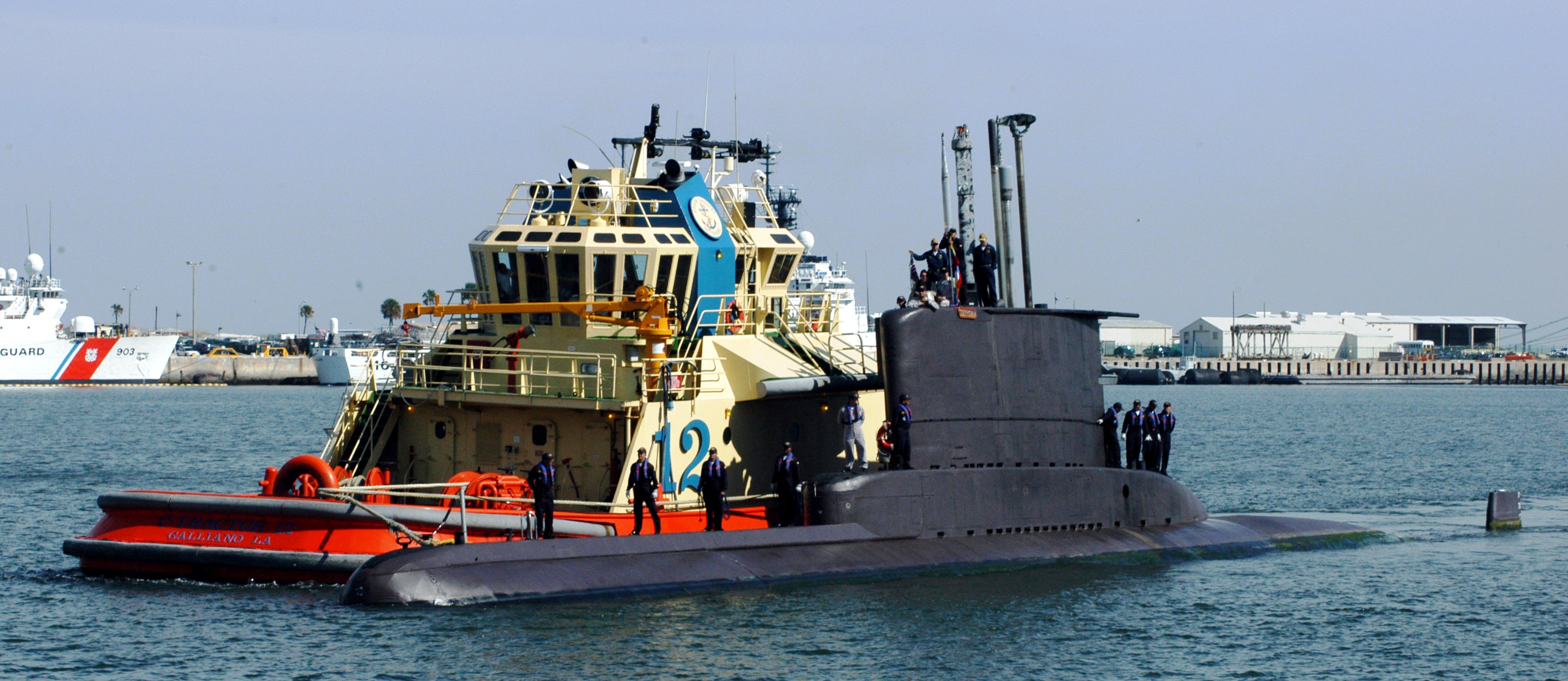
「S-29 タイロナ」（Tayrona）。

### 艦艇
特記なき場合『Jane's Fighting Ships 2011-2012』より。
過去に保有していた艦艇については「コロンビア海軍艦艇一覧」を参照。
潜水艦
- 209/1200型×2隻

ピハオ（SO28 Pijao） - 1975年
タイロナ（SO29 Tayrona） - 1975年
- コスモスSX 506型×2隻　※ ミゼット・サブマリン

イントレピド（ST20 Intrépido） - 1973年
インドマルブル（ST21 Indomable） - 1973年
フリゲート
- アルミランテ・パディーヤ級×4隻

アルミランテ・パディーヤ（FL51 Almirante Padilla） - 1983年
カルダス（FL52 Caldas） - 1984年
アンティオキア（FL53 Antioquia） - 1984年
インデペンディエンテ（FL54 Independiente） - 1984年
哨戒艦
- Reliance級×1隻

バレ・デル・カウカ（PO44 Valle del Cauca） - 1967年
- Balsam級×1隻

（PO45 San Andres） - 1942年
哨戒艇
- ホルヘ・E・マルケス・ドゥラン・カダルソ（PO43 Capitán Jorge Enrique Marquez Duran Cadarso） - 1976年
- エスパルタナ（PO41 Espartana） - 1989年
- ポイント型×4隻

カボ・コリエンテス（PC141 Cabo Corrientes Point Warde） - 1967年
カボ・マングラレス（PC142 Cabo Manglares Point Wells） - 1963年
カボ・ティブロン（PC143 Cabo Tiburon） - 1963年
（PC144 Cabp de la Vella） - 1966年
- （PO46 20 de Julio） - 2011年就役予定
- Arauca級×3隻

リオアチャ（PF135 Riohacha） - 1956年
レティシア（PF136 Leticia） - 1956年
（PF137 Arauca） - 1956年
- Nodriza級×8隻

セネム・アルベルト・アラウホ（ARC607 SSCIM Senen Alberto Araujo）、グィジェルモ・ロンドニョ・バルガス（ARC608 CPCIM Guillermo Londono Vargas）、マリオ・ビジェーガス（ARC610 Mario Villegas）、トニー・パストラナ・コントレラス（ARC611 Tony Pastrana Contreras）、ホルヘ・モレノ・サラサール（ARC612 CTCIM Jorge Moreno Salazar）、フアン・リカルド・オジョラ・ベラ（ARC613 Juan Ricardo Oyola Vera）、アレクサンデル・ペレス・ロドリゲス（ARC614 Alexander Pérez Rodríguez）、クリスティアン・レイエス・オルギン（ARC615 Cristian Reyes Holguín）
- Fassmer 40メートル型×0隻（1隻建造中）
- 旧・米『アイランド』型×3隻[2]

（Batalla de Cispatá）
（Batalla Toma de Sabanilla）
（Batalla Noche de San Juan）
- SWIFT 110型×2隻

ホセ・マリア・パラス（PM103 José María Palas） - 1989年
メダールノ・モンソン・コルノアド（PM104 Medardo Monzón Cornoado） - 1990年
- トレド級×2隻

ホセ・マリア・ガルシア・イ・トレド（PM113 Jose Maria Garcia y Toledo） - 1994年
フアン・ネポムセノ・エスラバ（PM114 Juan Nepomuceno Eslava） - 1994年
- Asheville級×1隻

キタソエノ（PM112 Quitasueño） - 1969年
- SWIFT 105型×2隻

ラファエル・デル・カスティリージョ・イ・ラダ（PM102 Rafael del Castillo y Rada） - 1983年
TECIM, ハイメ・E・カルデナス・ゴメス（PM115 TECIM Jaime E. Cárdenas Gómez） - 1981年
- SWIFTSHIP型×3隻

PRF320-322
- ハイメ・ゴメス級×2隻

サルヘントセグンド・ハイメ・ゴメス・カストロ（PM105 Sgto 2do Jaime Gómez Castro） - 1975年
フアン・ネポムセノ・ペニャ（PM106 Juan Nepomuceno Peña） - 1977年
- ROTORK 412型×2隻

（PF129 Capitán Jaime Rook）、（PF130 Manuela Saenz）
- Tenerife型×9

PF305-313
- 沿岸哨戒艇×16隻

BP401、430、433、443、445、462-471、474
- アンドロメダ型×11隻

アンドロメダ（BP451 Andrómeda）、カシオペア（BP452 Casiopea） 、センタウロ（BP453 Centauro） 、ドラゴン（BP454 Dragón） 、ベラ（BP455 Vela） 、ポラリス（BP456 Polaris） 、フェニックス（BP457 Fénix） 、レグルス（BP458 Regulus） 、アキーラ（BP459 Aquila） 、ペルセウス（BP460 Perseus） 、ラマダン（BP461 Ramadan）
- Rio型×10隻

PRF301-304、314-319
- 各型×7隻

（PF121 Diligente）、（PF122 Juan Lucio）、（PF123 Alfonso Vargas）、（PF124 Fritz Hagale）、（PF125 Vengadora）、（PF126 Humberto Cortez）、（PF128 Carlos Galindo）
- Delfin型×20隻

BP421-429、431、434-442、446
- Midnight Express Intercept Craft×4隻（10隻建造中）
- LPR-40型×16隻[3]

（Angostura）、（Pinillos）、（Arica）ほか
- RIVER ASSAULT BOAT×169

中型揚陸艇（LCM）
- LCM 8型×3隻

（LD240 Bahía Zapzurro）、（LD241 Bahia Humboldt）、（LD242 Bahia Octavia）
汎用揚陸艇（LCU）
- LCU1466A型×7隻

（LD246 Morrosquillo）、（LD248 Bahía Honda）、（LD249 Bahía Portete）、（LD251 Bahía Solano）、（LD252 Bahía Cupica）、（LD253 Bahía Utria）、（LD254 Bahía Malaga）
灯台見回り船
- キンディオ（BH153 Quindio） - 1943年

海洋調査船
- プロビデンシア級×2隻

プロビデンシア（BO155 Providencia） - 1981年
マルペロ（BO156 Malpelo） - 1981年
測量艦
- ゴルゴナ（BB31 Gorgona） - 1954年

練習帆船
- グロリア（BE160 Gloria） - 1969年

多目的艦
- 旧独リューネブルク級×2

カルタヘナ・デ・インディアス（BL161 Cartagena de Indias） - 1966年
ブエナベントゥーラ（BL162 Buenaventura） - 1968年
運送艦
- 各型×8隻

（TM501 Bocachica）、（TM502 Arturus）、（TM503 Pedro David Salas）、（TM504 Sirius）、（TM507 Calima）、（TM508 Bahía Santa Catalina）、（TM509 Móvil I）、（TM510 Móvil II）
港内支援艇
- 各型×8隻

（TG542 Pllaya Blanca）、（TG543 Tierra Bomba）、（TG544 Bell Salter）、（TG546 Orion）、（TG547 Pegasso）、（TG556 Lancha Ambulancia）、（TG557 Armada I）、（TG558 Juanchaco）
河用支援艇
- 各型×7隻

フィリゴニオ・イチャモン（NF601 Filigonio Hichamón）、SSIM マヌエル・A・モジャル（NF602 Ssim Manuel a Moyar）、イガラパラナ（NF603 Igaraparanà）、SSIM フリオ・コレア・エルナンデス（NF604 Ssim Julio Correa Hernàndez）、マナカシアス（NF605 Manacacías）、コトゥエ（NF606 Cotuhe）、アリアリ（NF609 Ariarí）
浮ドック
- （DF170 Mayor Jaime Arias Arango）

曳船
- 各型×15隻

（RM75 Andagoya）、（RB76 Josué Alvarez）、（RB77 Don Vizo）、（RB78 Portete）、（RB79 Maldonado）、（RB80 Cienaga de San Juan）、（RF81 Capitán Castro）、（RF83 Joves Fiallo）、（RF85 Miguel Silva）、（RF86 Capitan Rigoberto Giraldo）、（RF87 Vladimir Valek）、（RF88 Teniente Luis Bernal）、（RF91 Teniente Alejandro Baldomero Salgado）、（RF93 Sejeri）、（RF96 Inirida）

### 航空機
2011年6月現在。『Jane's Fighting Ships 2011-2012』より。
固定翼機
- CASA CN-235 200/300中型輸送機 × 3機

回転翼機
- ユーロコプター AS-555 フェネック対潜ヘリコプター × 2機
- MBB Bo 105汎用ヘリコプター × 2
- ベル 412汎用ヘリコプター × 4機
- ベル UH-1N ツイン・ヒューイ汎用ヘリコプター × 6機

### 陸戦兵器
- BTR-80カリブ装輪装甲車

## 旗

軍艦旗
海軍用国籍旗